# Starkov Grob
Starkov Grob är en bergstopp i Nordmakedonien, på gränsen till Grekland. Den ligger i den södra delen av landet, 120 kilometer söder om huvudstaden Skopje. Starkov Grob ligger 1 696 meter över havet.